# Monts du Sulcis
Les monts du Sulcis sont un groupe montagneux de la Sardaigne méridionale. Avec le massif du mont Linas, desquels ils sont séparés par la plaine alluviale du Cixerri, ils forment les complexes des monts du Sulcis-Iglesiente, l'une des plus anciennes formations géologiques de l'île. Ils sont situés dans la province du Sud-Sardaigne.

## Géologie
Les sommets les plus élevés sont d'origine magmatique (leucogranites) ou métamorphique (schistes du Paléozoïque) :
| Sommet                        | Altitude | Nature géologique                                                                                           |
| ----------------------------- | -------- | --- |
| Mont Is Caravius              | 1116 m   | Schiste de la formation de Cabitza                                                                          |
| Mont Tiriccu                  | 1105 m   | |
| Punta Sa Cruxitta             | 1093 m   | Schistes de la formation de Cabitza                                                                         |
| Mont Sa Mirra                 | 1087 m   | Schistes de la formation de Cabitza                                                                         |
| Mont Lattias                  | 1086 m   | Leucogranites du socle hercynien                                                                            |
| Mont Nieddu                   | 1040 m   | Schistes de la formation de Cabitza sur les sommets et leucogranites du socle hercynien sur les versants    |
| Punta Maxia                   | 1017 m   | Schistes de la formation de Cabitza                                                                         |
| Sa Punta Sa Berrita de Currei | 1008 m   | Schistes de la formation de Cabitza                                                                         |
| Punta Rocca Steria            | 1008 m   | |
| Punta Sebera                  | 979 m    | Carbonnés de la formation de Gonnessa                                                                       |
| Mont Genna Spina              | 970 m    | Leucogranites du socle hercynien                                                                            |
| Punta Allimeddus              | 966 m    | |
| Mont Arcosu                   | 948 m    | Schistes de la formation de Monte Orri sur les sommets et leucogranites du socle hercynien sur les versants |
| Punta Ginestra                | 918 m    | |
| Arcu Barisoni                 | 885 m    | |
| Sa Pala Sa Grutta             | 874 m    | |
| Punta S'Ala Matta             | 870 m    | |
| Mont Santo                    | 864 m    | |
| Mont Sedda                    | 851 m    | |
| Mont Tamara                   | 850 m    | |
| Mont Genna Strinta            | 856 m    | Leucogranites du socle hercynien                                                                            |
| Punta Spannizzadas            | 832 m    | |
| Punta Su Casteddu             | 831 m    | |
| Punta Calamixi                | 824 m    | |
| Monte Chia                    | 803 m    | |

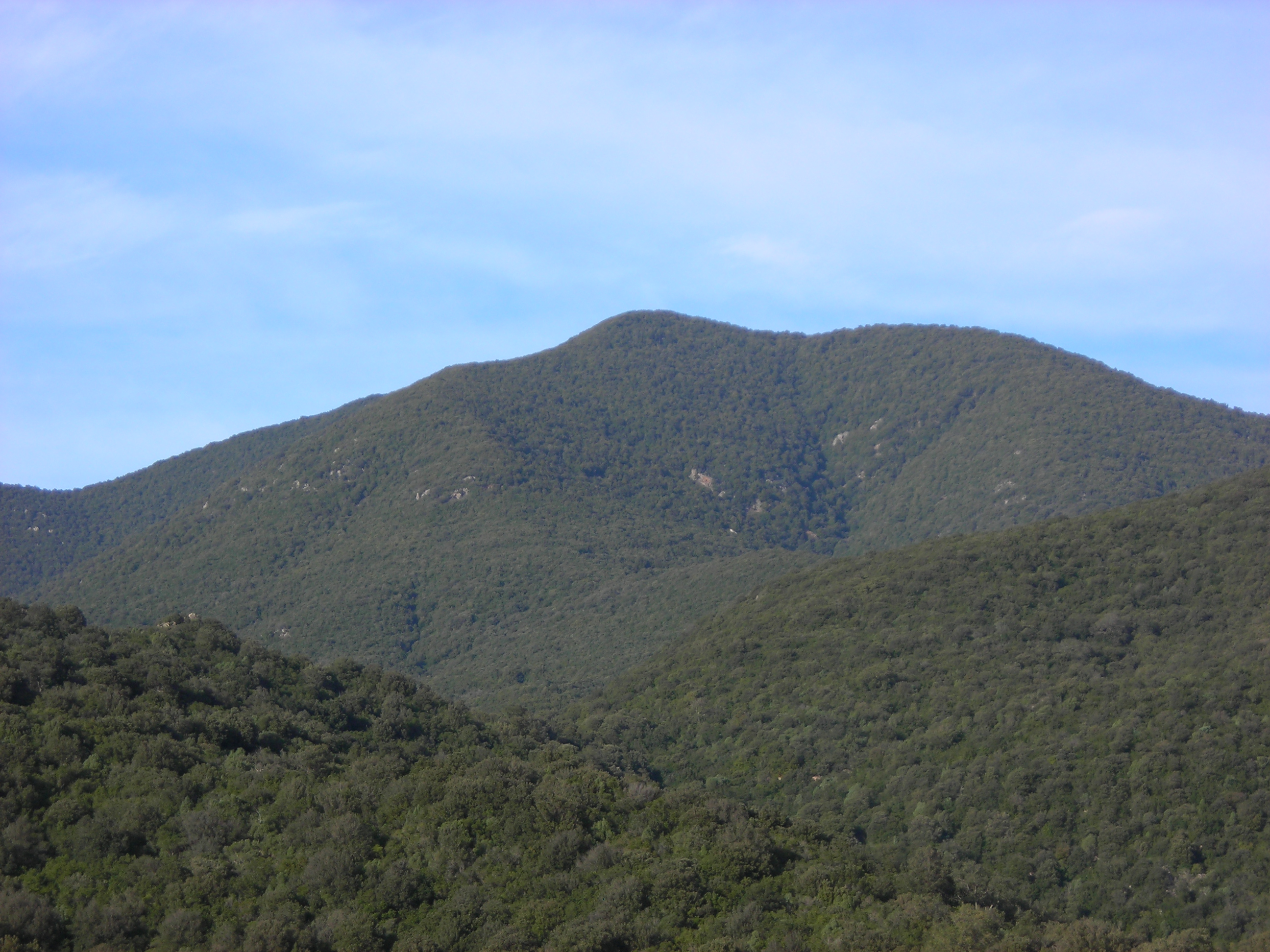
Mont Sa Mirra, vue du sud-est depuis S'arcu Schisorgiu
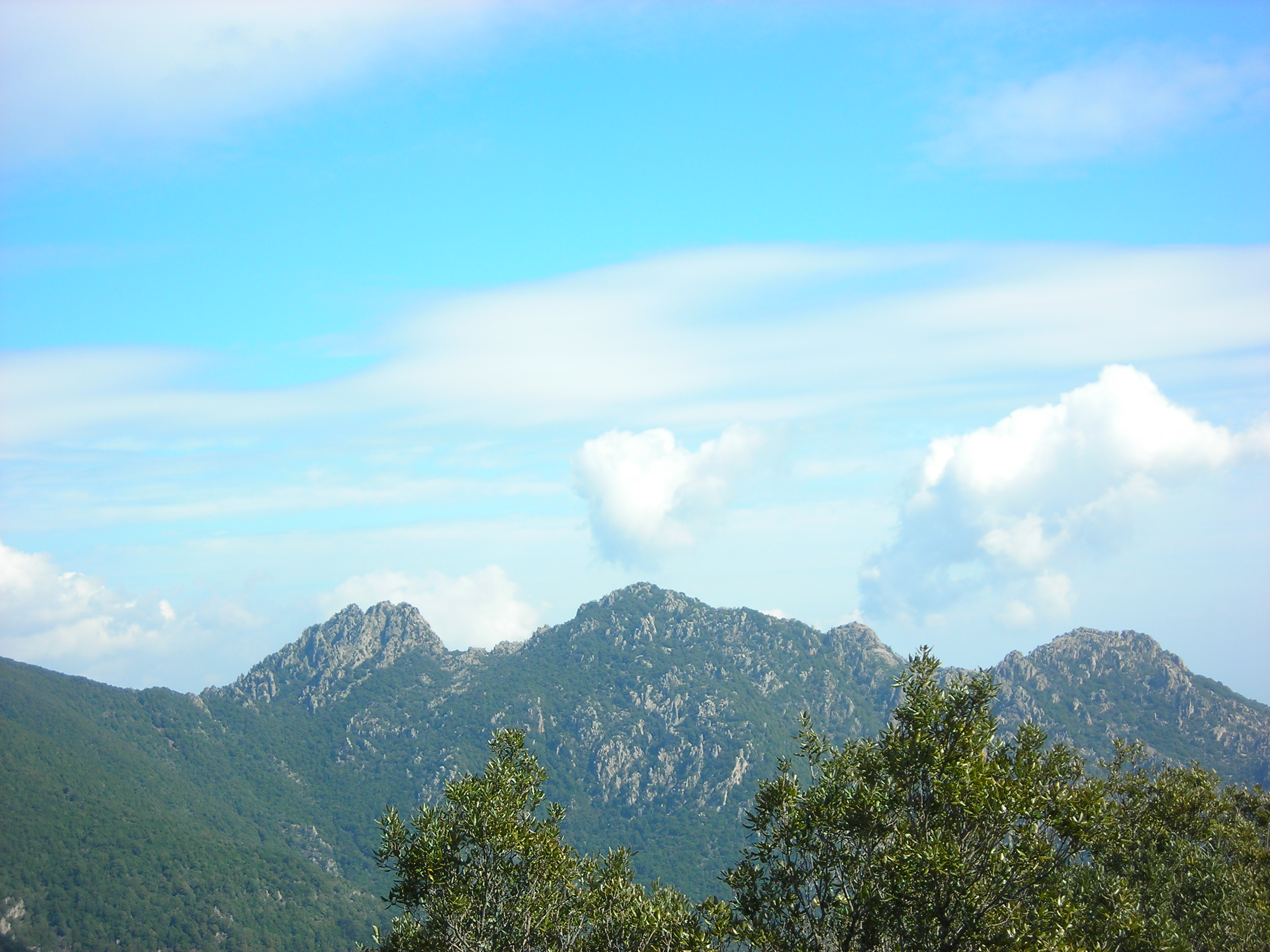
Mont Lattias, vue du sud-ouest depuis le mont Sa Mirra
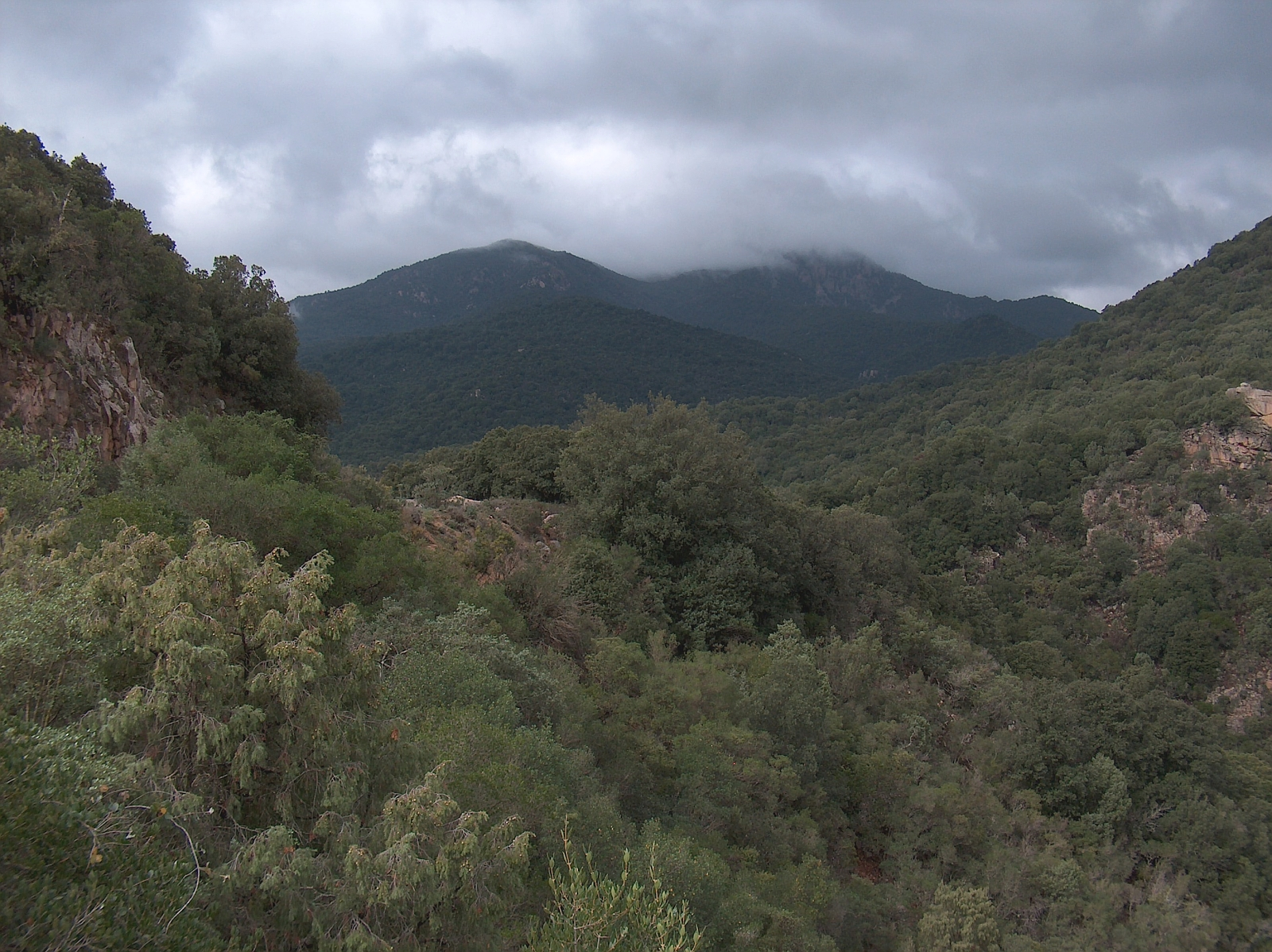
Mont Lattias, vue d'est, depuis la gorge de Gutturu Mannu
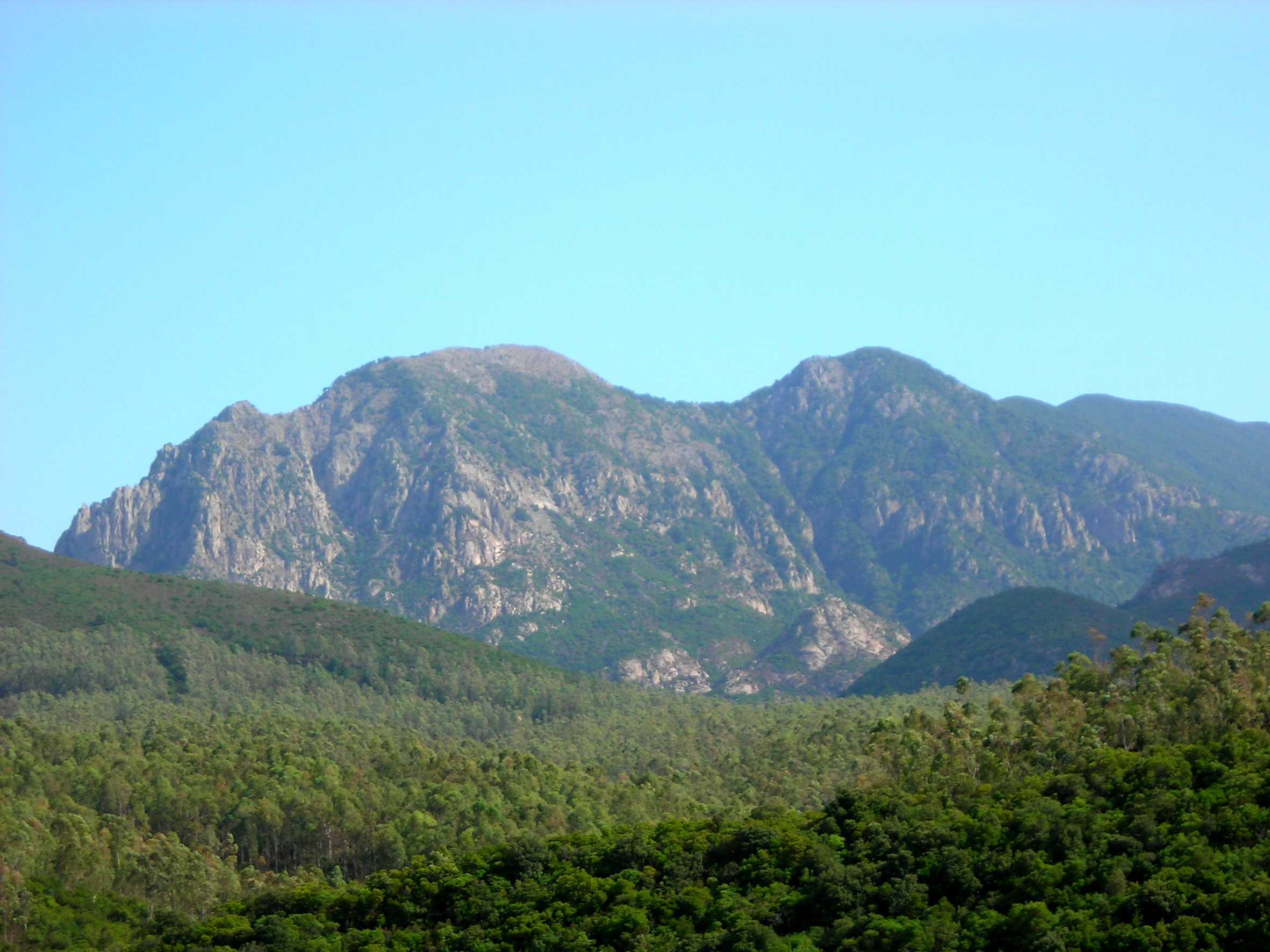
Mont Genna Spina (à gauche) et Punta Rocca Steria (à droite), vue d'ouest, depuis la SS 293
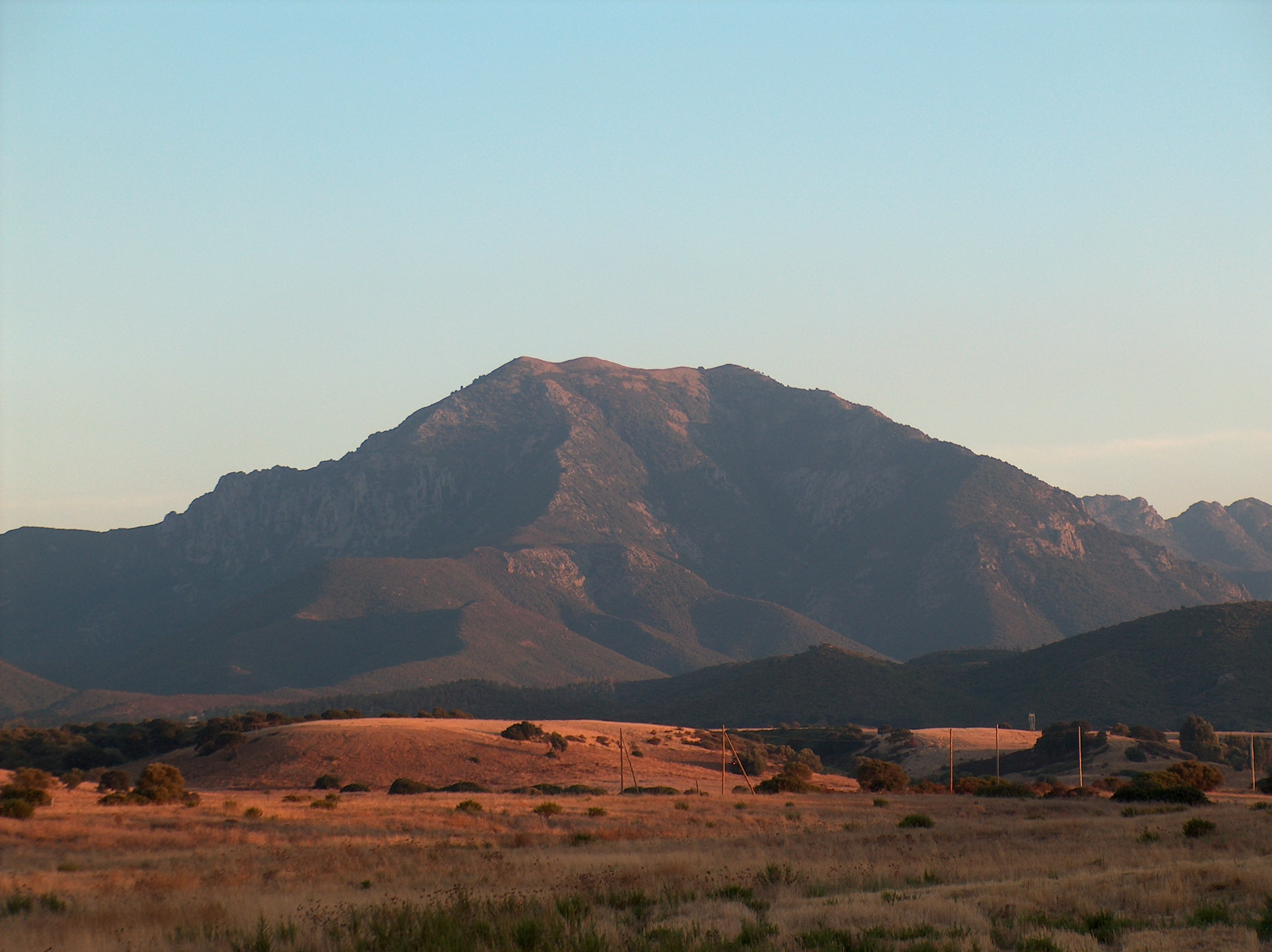
Mont Arcosu, vue du nord, près de Siliqua

## Source
- (it) Cet article est partiellement ou en totalité issu de l’article de Wikipédia en italien intitulé « Monti del Sulcis » (voir la liste des auteurs).